# انسحاب اليونان من منطقة اليورو

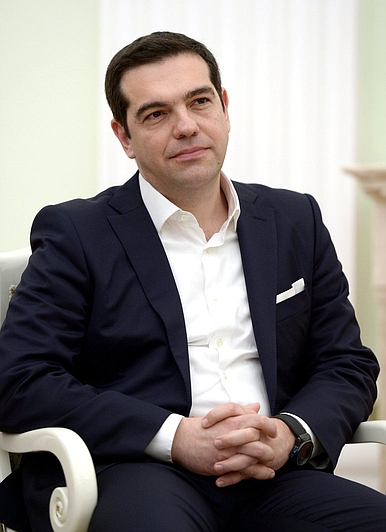
اليكسيس تسيبراس عضو البرلمان اليوناني

انسحاب اليونان من منطقة اليورو هو سيناريو افتراضي تنسحب اليونان وفقه من منطقة اليورو بهدف التعامل مع أزمة الدين الحكومي، وهي الأزمة التي انتهت حاليًا. وُصف هذا السيناريو التقديري بـ «غريكست Grexit»، والأخير لفظ منحوت يجمع الكلمتين الإنجليزيتين «Greek يوناني» و«Exit خروج»، ويُدعى باللغة اليونانية «إليكسودوس ελλέξοδος». صُيغ المصطلح «غراكسيدنت» (الخروج اليوناني الطارئ) في حال خرجت اليونان من الاتحاد الأوروبي ومنطقة اليورو بغير قصد. استُخدمت تلك المصطلحات للمرة الأولى عام 2012، وأُعيد إحياؤها في كل كفالة إنفاذ مالية تلقتها اليونان منذ ذلك الحين.
يدعي مقترحو الانسحاب أن مغادرة منطقة اليورو وإعادة طرح عملة الدراخما سيعززان الصادرات والسياحة بشدة، ويثبطان الواردات باهظة الثمن، ما سيمنح الاقتصاد اليوناني فرصة التعافي والنهوض مجددًا.
يدعي مناهضو هذه السياسة أن المقترح سيفرض ضائقة شديدة على المواطنين اليونانيين، وسيكون للانسحاب تأثيرات قصيرة الأمد على المواطنين، مثل زيادة الاستهلاك وتقليص الثروة. قد تسبب تلك الأمور اضطرابًا مدنيًا في اليونان، وستلحق الضرر بسمعة منطقة اليورو. بالإضافة إلى ما سبق، قد يدفع الانسحاب باليونان إلى مزيد من الانحياز نحو الدول غير الأعضاء في الاتحاد الأوروبي.

## أحداث مفصلة
صاغ عالم الاقتصاد إبراهيم رحباري، مدير تحليلات الصرف الأجنبي لدى شركة سيتي غروب، مصطلح «غريكست»، وطرح رحباري ووليام بويتر، كبير الاقتصاديين في شركة سيتي غروب، هذا المصطلح للمرة الأولى  في 6 فبراير من عام 2012.
في 27 يناير عام 2015، بعد يومين من الانتخابات المبكرة التي عقدها البرلمان اليوناني، شكّل أليكسيس تسيبراس حكومة جديدة –وتسيبراس هو زعيم ائتلاف سيريزا الجديد (ائتلاف اليسار الراديكالي). عيّن تسيبراس يانيس فاروفاكيس في منصب وزير المالية، وهو منصب شديد الأهمية في ظل أزمة الدين الحكومي. خلال عامي 2015 و2016، نوقش احتمال الـ«غريكست» في المستقبل القريب على نطاق واسع، وطال النقاش أيضًا احتمال خروج اليوناني الطارئ «غراكسيدنت».
بعد إعلان الاستفتاء العام لسنة 2015 في 27 يونيو من العام ذاته، برزت الكثير من الافتراضات. في ذلك اليوم، ذكرت الـبي بي سي أن «المسار الافتراضي لا بد من وقوعه»، لكنها حذفت لاحقًا هذا التصريح من موقعها على شبكة الإنترنت. في 29 يونيو عام 2015، أُعلن عن إغلاق المصارف والبنوك اليونانية طوال الأسبوع، وحُدّد المبلغ الذي يمكن سحبه من المصارف بـ60 يورو في اليوم، بينما قُيّدت عمليات تحويل الأموال على الصعيد الدولي باستثناء عمليات التحويل التجارية العاجلة بعد حصولها على الموافقة مسبقًا.

## خلفية

### توقعات صندوق النقد الدولي
اعترف صندوق النقل الدولي بأن توقعاته تجاه الاقتصاد اليوناني كانت متفائلة إلى حدّ كبير: في عام 2010، وصف الصندوق أول برنامج إنقاذ على أنه عملية إطالة أمد، منحت منطقة اليورو الوقت الكافي لبناء برنامج حماية بهدف حماية أعضاء المنطقة الأكثر ضعفًا. لكن في عام 2012، بلغ معدل البطالة في اليونان نحو 25%، مقارنة بتوقعات صندوق النقد الدولي الذي قدّر معدل البطالة بـ15%. اعترف صندوق النقد الدولي أنه استهان بالضرر الذي ألحقته برامج التقشّف بالاقتصاد اليوناني. بالإضافة إلى ذلك، ووفقًا لأحكام الدين اليوناني، كان على صندوق النقد الدولي التفكير بإعادة هيكلة الدين في وقت مبكر.

## الرصد الديناميكي

### الديناميكيات المالية
في منتصف مايو عام 2012، أدت الأزمة المالية في اليونان واستحالة تأسيس حكومة جديدة بعد الانتخابات إلى كثيرٍ من النظريات التي تحدثت عن خروج اليونان من منطقة اليورو قريبًا. عُرفت تلك الظاهرة باسم «غريكست».
يدعي الاقتصاديون الذين يؤيدون هذا المسلك لحلّ أزمة دين اليونان أن التخلّف عن سداد الديون أمر حتمي على المدى الطويل، وأن التأخر في تنظيم التخلّف عن تسديد الديون (عبر منح اليونان مزيدًا من المال على مدار السنوات القليلة القادمة) سيلحق ضررًا كبيرًا بدول الاتحاد الأوروبي المُقرَضة والدول الأوروبية المجاورة لليونان على المدى الطويل. كان التقشّف المالي أو الخروج من منطقة اليورو الخيار البديل لقبول المفاضلة بين عائدات السندات الحكومية داخل منطقة اليورو. إذا بقيت اليونان داخل منطقة اليورو وقبلت بعائدات سندات مرتفعة، ما يعكس عجز الحكومة المرتفع أيضًا، ستؤدي معدلات الفائدة المرتفعة إلى تثبيط الطلب، وبالتالي زيادة الادخار وتباطؤ الاقتصاد. النتيجة من هذا الخيار هي تحسين الأداء التجاري وتخفيض الاعتماد على رأس المال الأجنبي.
كان من المفترض أن يتم خروج اليونان «خلال أيام، أو حتى ساعات، من لحظة اتخاذ القرار»، لكن بسبب الاضطراب الكبير الذي ستسببه النتيجة، جرى توقيت الإعلان تزامنًا مع إحدى العطلات الرسمية في البلاد.

### ديناميكيات القانون الدولي
ادعى أحد الاقتصاديين الأمريكيين أن الأسس القانونية التي ارتكز عليها الثلاثي، متمثلًا بالمفوضية الأوروبية والبنك المركزي الأوروبي وصندوق النقد الدولي، للسعي وراء فرض خطط قاسية لإصلاح الاقتصاد الكلي على اليونان هي أسس هشة، مدعيًا أن الثلاثي انتهك سيادة اليونان وتدخل في الشؤون الداخلية لدولة قومية من دول الاتحاد الأوروبي: «تشكل الانتهاكات الصارخة التي نشهدها اليوم تجاه سيادة اليونان سابقة خطيرة، تزامنًا مع إعادة فحص كافة البيانات الوطنية من طرف صُناع السياسة في الاتحاد الأوروبي، و«المراقبة» الدقيقة لعمل الحكومة اليونانية».
يدعي الاقتصادي أن الانسحاب من منطقة اليورو سيمنح الحكومة اليونانية متسعًا من المجال للمناورة بهدف الوصول إلى سياسات عامة ملائمة للنمو طويل الأجل والإنصاف الاجتماعي.

## الخطة Z عام 2012
الخطة Z هو الاسم الذي أُطلق على خطة عام 2012 لتمكين اليونان من الانسحاب من منطقة اليورو إذا انهارت البنوك اليونانية. صُيغت الخطة في سرية تامة على يد فريق صغير يتألف من نحو عشرة مسؤولين في مفوضية الاتحاد الأوروبي (بروكسل) والبنك المركزي الأوروبي (فرانكفورت) وصندوق النقد الدولي (واشنطن). ترأس يورغ اسموسين (البنك المركزي الأوروبي) وتوماس ويزر (مجموعة عمل مجموعة اليورو) وبول توماس (صندوق النقد الدولي) وماركو بوتي (المفوضية الأوروبية) هؤلاء المسؤولين. لم يكتب هؤلاء أي مسودة ولم يتبادلوا أي بريد إلكتروني، ولم يخبروا أي مسؤول يوناني لمنع كشف أي معلومة في وقت مبكر. ارتكزت الخطة على خطة إصدار الدينار العراقي الجديد عام 2003 على يد الأمريكيين، ما يعني إعادة بناء الاقتصاد اليوناني والنظام المصرفي منذ البداية، وبالتالي عزل البنوك اليونانية عبر فصلها عن نظام التحويل السريع لإجمالي التسويات العابرة لأوروبا بالوقت الفعلي (تارجت2)، وبالتالي إغلاق الصرافات الآلية وفرض ضوابط على رؤوس الأموال ورقابة على النقد.